# 데릭 헨리 레머

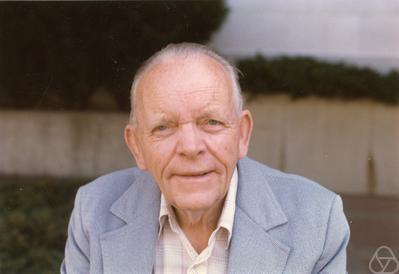

데릭 헨리 레머(Derrick Henry  Dick  Lehmer,1905년 2월 23일 - 1991년 5월 22일)는 1930년대 에두아르 뤼카(Édouard Lucas)의 작업을 세련되게 발전시키고 메르센 소수에 대한 뤼카-레머 소수판별법을 고안한 미국의 수학자이다. 레머(Lehmer)의  경력은  수 이론분야의 수학자로서, 그의 부인과 함께 대공황 때 미국과 해외에서 다양한 유형의 일을 하고있던차에  우연히  초기의 전자 컴퓨팅에 대한 연구의 중심에서 일할 수 있었다.
1928년  엠마 마르코브나 트로츠카야(Emma Markovna Trotskaia)와 결혼했다.
1940년 레머는 캘리포니아 대학교 버클리(UC Berkeley)의 수학 부서에서 직책을 가졌다. 이기간동안 그는 레머 난수 생성기라고 자주 부르는 의사 난수 생성기 (Linear Congruential Generator)를 개발했다. 레머는 또한 페르마의 마지막 정리에 대한 작업으로 해리 밴디버(Harry Vandiver)를 도와 베르누이 수를 계산했다.
레머는 1954년부터 1957년까지 캘리포니아 대학교 버클리에서 수학 부장을 역임 했고, 그는 1972년까지 버클리에서 일하면서 명예 교수가 되었다.

## 같이 보기
- 레머 행렬
- 밴드 행렬

## 참고
- http://matwbn.icm.edu.pl/ksiazki/aa/aa62/aa6231.pdf